# Дванадцятеро братів
«Дванадцятеро братів» (нім. Die zwölf Brüder) — казка, опублікована братами Грімм у збірці «Дитячі та родинні казки» (1812). Згідно з класифікацією казкових сюжетів Аарне-Томпсона має номер 451: «Брати, що перевтілюються у птахів». Брати Грімм почули оповідку від Джулії Р. Рамус (1792—1862) та Шарлотти Р. Рамус (1793—1858).

## Сюжет
В одному королівстві король і королева мали дванадцять синів. Якогось дня король сказав своїй дружині: «Якщо тринадцята дитина, яку ти народиш, буде дівчинка, дванадцятеро хлопчиків мають померти, аби її приданого не ділити — щоб королівство їй самій дісталося». Король звелів ремісникам зробити дванадцять домовин для своїх синів і помістити їх у потайній кімнаті. Королева сильно засмутилася з цього приводу, і коли до неї підійшов її наймолодший син Бенджамін та запитав про причину її смутку, вона розповіла сину про наказ батька. Було вирішено, що брати покинуть замок і житимуть в лісі, аж поки не стане відомо чи королева народила дівчинку, чи сина. Королева пообіцяла, що у разі народження дівчинки, вивісить червоний прапор на замковій вежі, як знак, щоб вони не поверталися додому. Декілька днів по тому хлопці побачили на вежі червоний прапор і дізналися, що не можуть більше повернутись, тому вирішили замешкати у покинутому будиночку посеред лісу. Вони також вирішили кожного дня ходити на полювання, крім наймолодшого брата, який буде піклуватися про господарство. Крім того, вони дали обітницю, якщо зустрінуть у лісі якусь дівчину, пролити її кров і так помститися за своє вигнання.
Тим часом сестра доростала у замку. Одного дня вона натрапила  в одному з покоїв на дванадцять  сорочок і запитала матері кому вони належать. Королева розповідала дівчинці про її братів, які через неї мали покинути замок. Дівчинка вирішила їх відшукати й подалася до лісу, до у будиночку перебував її брат Бенджамін. Зачарований красою дівчини, Бенджамін запитав ким вона є. Дівчина відповіла, що є дочкою короля й у лісі шукає своїх дванадцять зниклих братів. Тоді брат зізнався, що є одним із її братів, а решта зараз перебувають на полюванні. Бенджамін також звелів їй заховатись, бо боявся, що брати можуть її вбити згідно з даною обітницею пролити кров будь-якої дівчини, що трапиться їм на шляху. Коли брати повернулися, Бенджамін закликав братів відмовитися від даної обітниці, а коли вони погодились, представив перед ними сестру. Брати дуже зраділи. Сестра замешкала з ними та від того часу займалася домашнім господарством, а брати й надалі вирушали на полювання.
Одного дня, під час святкового обіду, дівчинка вирішила зробити приємно братам і зірвала для кожного з них по одній білій лілії, що росли біля будиночка. Однак,  як тільки вона це зробила, брати перетворилися у воронів і відлетіли. Зник також будиночок з маленьким садочком і королівна залишилася сама у лісі. Тоді підійшла до неї стара жінка і сказала, що даремно вона зірвала лілії та що тепер її брати залишаться воронами назавжди. Помітивши сум дівчинки, стара жінка також розповіла про можливість відчарування її братів. Відтепер дівчина мусить сім років мовчати та не усміхатись.
Згодом дівчина зустрічає у лісі короля, який саме вирушив на полювання.  Король закохався у неї та попросив її вийти за нього. Вона не змогла відповісти, але лише кивнула головою. Відбулося весілля, однак мати короля ненавиділа свою невістку і почала звинувачувати її у різних злих речах. Дівчина не могла говорити, а відтак боронити себе. Відсутність усміху на думку старої королеви, свідчив про нечисте сумління. Зрештою король погодився з матір'ю і велів розпалити великий вогонь у дворі. Коли дівчину прив'язали до стовпа, раптом прилетіли дванадцять воронів, які почали гасити вогонь. Тоді вони перетворилися на хлопців. Як виявилося, вже проминуло сім років з того часу, як вони перевтілилися в птахів, а їхня сестра своїм мовчанням зняла з них чари. «Тепер, коли вона вже могла розмовляти, розповіла вона королю, чому вона була німа і довго не сміялася. Король зрадів, почувши, що вона ні в чому не винна, от і зажили вони всі в злагоді аж до самої смерті. А зла мачуха постала перед судом, посадили її в бочку з киплячою олією та отруйними зміями, і померла вона лютою смертю.»